# Victor Bockarie Foh

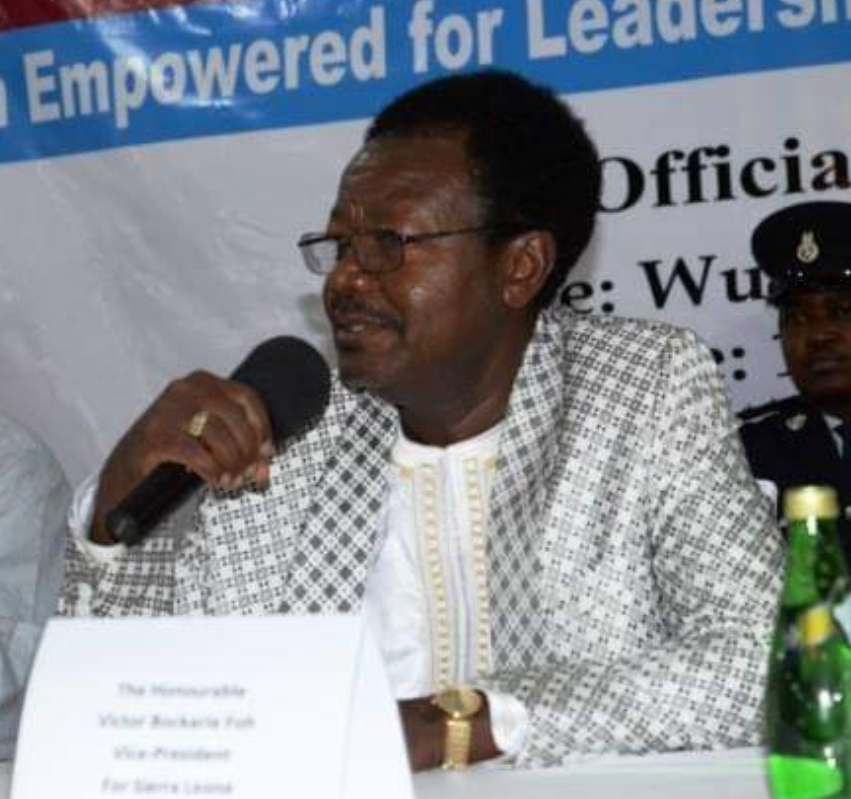
Victor Bockarie Foh, 2015

Victor Bockarie Foh (* 12. Juni 1946 in Jimmi) ist ein sierra-leonischer Politiker. Er war vom 19. März 2015 bis 4. April 2018 Vizepräsident seines Heimatlandes.

## Früher Lebens- und Bildungsweg
Foh wurde im Bagbo-Chiefdom im Distrikt Bo in der Southern Province in eine christliche Mende-Familie hineingeboren. Er besuchte in seinem Heimatort Jimmi die Grundschule und wechselte anschließend an die Sekundarschule in Bo. Foh beendete 1969 ein Studium der Volkswirtschaft (Bachelor) am Fourah Bay College und unterrichtete danach von 1969 bis 1970 Volkswirtschaft und Staatsstudien an der islamischen Schule in Freetown.
2014 erhielt er die Commander of the Order of the Republic (CRSL), den höchsten Orden des Landes.

## Politische Laufbahn
Seit 1970 ist Foh Mitglied des All People’s Congress (APC). Er sitzt im APC Advisory Council, dem Ältestenrat der Partei. Von 1970 bis 1982 war Foh unter Staatspräsident Siaka Stevens Distriktvertreter in Bonthe, Koinadugu, Bo, Kambia, Kenema und Kono. Auch unter den beiden folgenden APC-Staatspräsidenten Joseph Saidu Momoh und Ernest Bai Koroma hatte Foh wichtige politische Ämter inne.
Foh war einer der Initiatoren der APC-Verfassung von 1995 und war ab dem Jahr erster Vize-Generalsekretär der Partei. Bei der Präsidentschaftswahl 1996 trat er als Vizestaatspräsidentschaftskandidat unter Edward Turay an, der lediglich auf 5,14 Prozent der Stimmen kam. Er gewann bei der Parlamentswahl im selben Jahr einen Sitz im Parlament. Von 2002 bis 2012 war Foh Generalsekretär des APC, ehe er sierra-leonischer Botschafter in der Volksrepublik China wurde. Dieses Amt hatte bis zu seiner Ernennung zum Vizestaatspräsidenten durch Ernest Bai Koroma im März 2015 inne.

## Privates
Foh war mit Jeneba Jabbie Foh (geborene Jabbie) verheiratet. Er ist in zweiter Ehe mit Jonta Mumie Foh (geborene Mumie) verheiratet und hat insgesamt fünf Kinder.